# Terror Trail
Terror Trail (bra: A Pista do Terror) é um seriado estadunidense de 1921, gênero Western, dirigido por Edward A. Kull, em 18 capítulos, estrelado por Eileen Sedgwick e George Larkin. Produzido e distribuído pela Universal Pictures, foi o seriado nº 30, e veiculou nos cinemas estadunidenses entre 21 de julho e 17 de novembro de 1921.
Este seriado é considerado perdido.

## Elenco
- Eileen Sedgwick … Vera Vernon / Elaine Emerson
- George Larkin … Bruce Barnes
- Theodore Brown … Bertram Russell
- Albert J. Smith ... Hunch Henderson
- Barney Furey ... Holmes
- Pierre Couderc

## Capítulos
1. The Mystery Girl
2. False Clues
3. The Mine of Menace
4. The Door of Doom
5. The Bridge of Disaster
6. The Ship of Surpirse
7. The Palace of Fear
8. The Peril of the Palace
9. The Desert of Despair
10. Sands of Fate
11. The Menace of the Sea
12. The Isle of Eternity
13. The Forest of Fear
14. The Lure of the Jungle
15. The Jaws of Death
16. The Storm of Despair
17. The Arm of the Law
18. The Final Reckoning